# Hyunmoo-3
Conçu par l'Agence pour le développement de la Défense (국방과학연구소), le Hyunmoo-3 est un nouveau missile de croisière sur le point d'être déployé par les militaires sud-coréens. Le nom « Hyunmoo » (en coréen : 현무) utilisé pour une gamme de missiles sol-sol provient d'un animal fantastique, le Xuan Wu, décrit dans la mythologie comme le « Gardien des cieux du Nord », insinuant peut-être la Corée du Nord.

## Développement et caractéristiques
Le Hyunmoo-3 ne partage aucune ressemblance avec les Hyunmoo précédents, qui étaient des versions améliorées de missiles sol-air Nike Hercules qui avaient été converties en missiles surface-surface balistiques rapides et à courte portée, en réponse à la menace représentée par les missiles Scud-B et Nodong-1 alignés par la Corée du Nord. En fait, le Hyunmoo-3 est étonnamment similaire au missile de croisière américain Tomahawk.
Le Hyunmoo-3A, qui fut surnommé « Aigle-1 » (독수리-1) pendant les tests, a une portée maximale de 500 km, alors que le Hyunmoo-3B, surnommé « Aigle-2 » (독수리-2), a une portée de 1 000 km. Le Hyunmoo-3C, surnommé « Aigle-3 » (독수리-3) sera capable d'attaquer une cible située à une distance de 1 500 km. Cela représente une avance importante, par rapport aux Hyunmoo-1 et 2, qui n'avaient qu'une portée respectivement de 180 et 300 km. Ces deux missiles étaient de type balistique, contrairement au Hyunmoo-3 qui est lui un missile de croisière.
Il est propulsé par un turboréacteur à double flux, comme la plupart des autres missiles de croisière subsoniques de son type, et emporte une charge militaire de 500 kg. Le système de guidage est constitué d'une plateforme de guidage inertiel et d'un récepteur GPS.
La Corée du Sud a l'interdiction de produire des missiles balistiques non indigènes ayant une charge militaire et une portée au-delà d'une certaine limite, en accord avec le régime de contrôle de la technologie des missiles. Toutefois, un fort accent a été mis sur le développement des missiles de croisière à longue portée par le gouvernement sud-coréen, car il n'y a aucune restriction de quantité de charge utile ou de portée maximale définie pour eux. Avec l'apparition du Hyunmoo-3, qui possède également quelques systèmes avancés parfois employés par les missiles balistiques, l'armée de terre de la République de Corée a créé une nouvelle unité, le commandement des missiles, de manière à gérer efficacement ces nouvelles armes.

## Utilisateur
- Corée du Sud : Les destroyers des classes Sejong le Grand et Chungmugong Yi Sun-sin, ainsi que les sous-marins des classes KSS-II et KSS-III seront équipés de ce missile à l'intérieur de leurs silos de lancement verticaux (K-VLS).